# هشت مارخ
هشت مارخ (بالفارسية: هشت مرخ) هي مستوطنة تقع في قسم تشاه جهان الريفي في إيران. يقدر عدد سكانها بـ 17 نسمة .